# 米特纳尔
米特纳尔是德国黑森州的一个市镇。总面积35.18平方公里，总人口4876人，其中男性2425人，女性2451人（2011年12月31日），人口密度139人/平方公里。